# Aextoxicaceae
Famille
Classification APG III (2009)
Les Aextoxicaceae (ou Aextoxicacées) sont une famille de plantes à fleurs dicotylédones de l'ordre des Berberidopsidales. Elle ne comprend qu'une seule espèce : Aextoxicon punctatum. C'est un grand arbre sempervirent originaire des forêts tempérées du centre du Chili où il est appelé olivillo en espagnol et tique en mapuche.

## Étymologie
Le nom vient du genre type Aextoxicon composé du grec αίξ / aix, chèvre, et τοξικών / toxicon, empoisonné, en référence au fait que la plante est un poison pour les chèvres.

## Classification
Le Angiosperm Phylogeny Website [23 mai 2006] situe cette famille dans le nouvel ordre des Berberidopsidales, avec les Berberidopsidaceae, choix qui a été confirmée par la classification phylogénétique APG III (2009).

## Liste des genres
Selon Angiosperm Phylogeny Website (28 avr. 2010), World Checklist of Selected Plant Families (WCSP) (28 avr. 2010), NCBI (28 avr. 2010) et DELTA Angio (28 avr. 2010) :
- genre Aextoxicon Ruiz & Pav. (1794)

## Liste des espèces
Selon World Checklist of Selected Plant Families (WCSP) (28 avr. 2010) et NCBI (28 avr. 2010) :
- genre Aextoxicon Ruiz & Pav. (1794)
  - Aextoxicon punctatum Ruiz & Pav. (1797)